# Brasil nos Jogos Paralímpicos de Inverno de 2014
O Brasil participou dos Jogos Paralímpicos de Inverno de 2014, realizados em Sóchi, na Rússia. Essa participação foi a estreia do país nos Jogos Paralímpicos de Inverno. Isso fez do Brasil o segundo país tropical que já competiu em alguma edição dos Jogos Paralímpicos de Inverno, depois de Uganda e o terceiro país da América do Sul a ter participado da competição, os outros são Chile e Argentina. Porém, a delegação brasileira não conquistou nenhuma medalha.
O país enviou um total de apenas dois atletas, André Cintra no esqui alpino e Fernando Aranha no esqui cross-country.

## Desempenho

### Predefinição:Esporte Olímpico
Masculino
| Atleta       | Evento     | 1ª descida | 2ª descida | 3ª descida | Total   | Pos. |
| ------------ | ---------- | ---------- | ---------- | ---------- | ------- | ---- |
| André Cintra | Velocidade | 1:37.17    | 1:23.09    | 1:18.98    | 2:42.07 | 26º  |

### Esqui cross-country
Sprint Masculino
| Atleta          | Evento          | Qualificatória | Qualificatória | Semifinal   | Semifinal   | Final       | Final       |
| Atleta          | Evento          | Tempo          | Pos.           | Tempo       | Pos.        | Tempo       | Pos.        |
| --------------- | --------------- | -------------- | -------------- | ----------- | ----------- | ----------- | ----------- |
| Fernando Aranha | 1 km velocidade | 2:33.78        | 20º            | Não avançou | Não avançou | Não avançou | Não avançou |

Masculino
| Atleta          | Evento        | Tempo   | Total   | Pos. |
| --------------- | ------------- | ------- | ------- | ---- |
| Fernando Aranha | 10 km sentado | 36:44.0 | 35:37.9 | 21   |
| Fernando Aranha | 15 km sentado | 51:03.3 | 49:31.4 | 15º  |